# مقبرة شيخ الأسد
مقبرة شيخ الأسد وتسمى أيضا مقبرة الشيخ حامد بن نافع، تقع في بداية طريق مكة جدة القديم بجانب باب مكة، وتسمي مقبرة شيخ الأسد نسبة للشيخ حامد بن نافع وهو من آل البيت النبوي الهاشمي، ويمتد نسبه إلي الشريف ابي مالك بن شيخة القاسم أمير المدينة المنورة، وتوجد ذريته اليوم بالسودان الشرقي ويعرفون بعد شيخ حامد بن نافع.